# Strynø
Strynø ist eine dänische Insel in der „Dänischen Südsee“ südlich von Tåsinge zwischen Langeland und Ærø.
Die Insel bildet mit einigen vorgelagerten, unbewohnten Inseln (u. a. Strynø Kalv) eine eigene Kirchspielsgemeinde (dän.: Sogn) Strynø Sogn, die bis zur dänischen Verwaltungsreform 1970 zur Harde Sunds Herred gehörte, danach zur damaligen Rudkøbing Kommune im Fyns Amt, die mit der Kommunalreform zum 1. Januar 2007 in der Langeland Kommune in der Region Syddanmark aufgegangen ist.
Die Insel hat eine Fläche von 4,88 km² und 219 Bewohner (1. Januar 2023) Die Insel verfügt über einen Fähranleger mit einem Bootshafen am Ende eines 300 m langen Dammes am östlichen Ufer. Es gibt eine Fährverbindung nach Rudkøbing, auf der die nach der Insel benannte Fähre Strynø verkehrt.
Strynø gehört zum Verband dänischer Kleininseln.

## Persönlichkeiten
- Andreas Lang (* 1980 in Strynø), Jazzmusiker